# Heimtreiber
Heimtreiber ist ein Wohnplatz des Marktes Marktrodach im Landkreis Kronach (Oberfranken, Bayern).

## Geographie
Heimtreiber ist in der Ernst-Dreefs-Straße (= B 173) des Gemeindeteils Unterrodach aufgegangen. Die Siedlung liegt am rechten Ufer der Rodach.

## Geschichte
Heimtreiber wurde in der ersten Hälfte des 19. Jahrhunderts auf dem Gemeindegebiet von Unterrodach gegründet. Am 1. Mai 1978 wurde die Gemeinde Marktrodach gebildet, in die die ehemalige Gemeinde Unterrodach mit sämtlichen Gemeindeteilen eingegliedert wurde.

### Einwohnerentwicklung
| Jahr      | 001861 | 001871 | 001885 | 001900 |
| Einwohner | 63     | 68     | 90     | 79     |
| Häuser    |        |        | 15     | 15     |
| Quelle    | [ 5 ]  | [ 6 ]  | [ 7 ]  | [ 8 ]  |

## Religion
Der Ort ist evangelisch-lutherisch geprägt und nach St. Michael (Unterrodach) gepfarrt.

## Weblink
- Heimtreiber in der Ortsdatenbank des bavarikon, abgerufen am 20. August 2021.